# Georgetown (South Carolina)

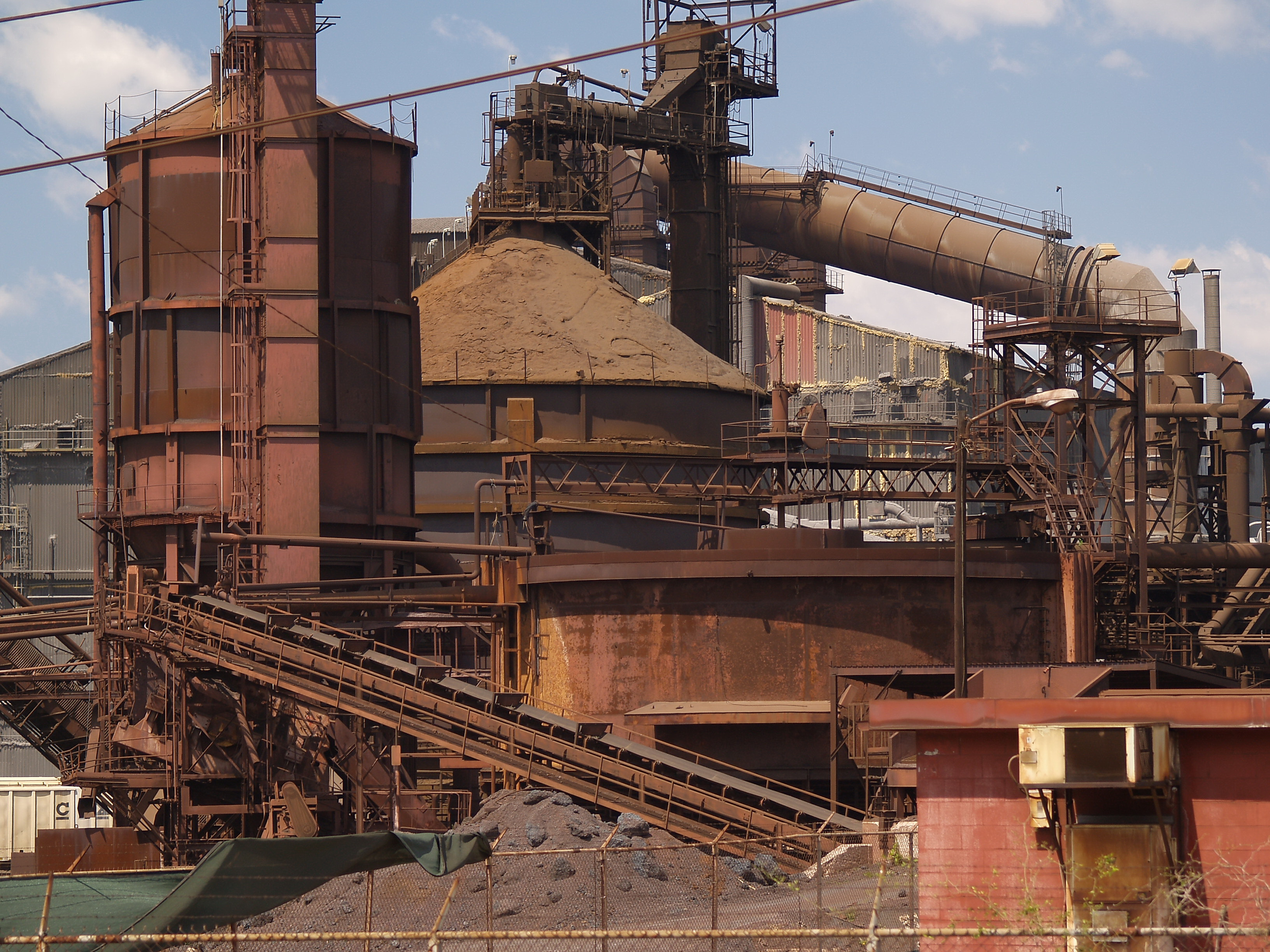
Staalfabriek in Georgetown

Georgetown is een plaats (city) in de Amerikaanse staat South Carolina, en valt bestuurlijk gezien onder Georgetown County.

## Demografie
Bij de volkstelling in 2000 werd het aantal inwoners vastgesteld op 8950.
In 2006 is het aantal inwoners door het United States Census Bureau geschat op 8706, een daling van 244 (-2.7%).

## Geografie
Volgens het United States Census Bureau beslaat de plaats een oppervlakte van
18,5 km², waarvan 16,9 km² land en 1,6 km² water.

## Plaatsen in de nabije omgeving
De onderstaande figuur toont nabijgelegen plaatsen in een straal van 36 km rond Georgetown.